# Comunitat de municipis del Kreiz-Breizh
La Comunitat de municipis del Kreiz-Breizh (en bretó Kumuniezh kumunioù Kreiz Breizh) és una estructura intercomunal francesa, situada al departament de les Costes d'Armor a la regió Bretanya, al País de Centre Oest Bretanya. Té una extensió de 740,95 kilòmetres quadrats i una població de 20.972 habitants (2006).

## Composició
Agrupa 28 comunes :
| - Canihuel - Glomel - Gouarec - Kergrist-Moëlou - Laniscat - Lanrivain - Lescouët-Gouarec - Locarn - Maël-Carhaix - Mellionnec - Paule - Perret - Peumerit-Quintin - Plélauff | - Plévin - Plouguernével - Plounévez-Quintin - Rostrenen - Saint-Connan - Sainte-Tréphine - Saint-Gelven - Saint-Gilles-Pligeaux - Saint-Igeaux - Saint-Nicolas-du-Pélem - Trébrivan - Treffrin - Trémargat - Tréogan |